# Ida Bernicijský
Ida († 559) je první známý král z kmene Anglů, který vládl v letech 547–559 v anglosaském království Bernicie.

## Životopis
Doba jeho vlády trvala asi od roku 547 až do jeho smrti v roce 559. Málo je známo o jeho životě a nebo vládě. Je považován za zakladatele vládnoucí linie, ze které později pocházeli anglosaští králové v této části severní Anglie a jižního Skotska. Jeho potomci překonali odpor keltských Britů a nakonec založili království Northumbrie. Dle Anglosaská kroniky byl synem Eoppy, vnukem Esa a pravnukem Ingwy. Dle Historia Brittonum byl prvním králem Bernicie. Jeho manželkou byla Bearnocha a měl dvanáct synů, kterými byli také Adda, Æthelric, Theodric, Eadric, Theodhere, Osmere, Ealric.